# فرانسیسکو بدارو
فرانسیسکو بدارو (به پرتغالی: Francisco Badaró) یک منطقهٔ مسکونی در برزیل است، که در میناز ژرایس واقع شده‌است. فرانسیسکو بدارو ۴۶۳ کیلومتر مربع مساحت و ۱۰٬۳۲۱ نفر جمعیت دارد و ۳۷۷ متر بالاتر از سطح دریا واقع شده‌است.